# Айглов, Кугерга Ильич
Куге́рга Ильи́ч А́йглов (17 января 1902, Нижний Турек, Уржумский уезд, Вятская губерния, Российская империя — 18 октября 1976, Нижний Турек, Мари-Турекский район, Марийская АССР, РСФСР, СССР) — марийский советский хозяйственный и партийный деятель. Участник Великой Отечественной войны. Кавалер ордена Ленина (1948). Член ВКП(б).

## Биография
Родился 17 января 1902 года в дер. Н. Турек ныне Мари-Турекского района Марий Эл в семье крестьян-середняков.
В 1921—1922 годах учился в Сернурской совпартшколе. Член ВКП(б). Затем на своей малой родине с 1929 по 1948 год (с перерывами) — председатель комитета взаимопомощи, машинного товарищества, сельсовета колхоза «Социализм» (переименован в 1935 году).
В 1942 году призван в РККА. Участник Великой Отечественной войны: рядовой стрелкового полка. В одном из боёв был тяжело ранен. Лечился в госпитале, в августе 1942 года был комиссован по ранению.
В 1947—1951 годах избирался депутатом Верховного Совета Марийской АССР II созыва.
Его многолетняя административно-хозяйственная и депутатская деятельность отмечена орденами Ленина, Трудового Красного Знамени, медалями, а также 2-мя почётными грамотами Президиума Верховного Совета Марийской АССР.
Ушёл из жизни 18 октября 1976 года в дер. Нижний Турек Мари-Турекского района Марийской АССР, похоронен там же.

## Награды
- Орден Ленина (1948)[1][2][4]
- Орден Трудового Красного Знамени (1946)[1][2][4]
- Медаль «За доблестный труд. В ознаменование 100-летия со дня рождения Владимира Ильича Ленина»
- Почётная грамота Президиума Верховного Совета Марийской АССР (1946, 1965)[1][2][7]